# Christian Piquemal
Christian Piquemal est un officier général français, né le 17 décembre 1940 à Huos (Haute-Garonne). Commandant de 1994 à 1999 de la Légion étrangère dans laquelle il a passé une grande partie de sa carrière, il est général de corps d'armée en 1999 et termine sa carrière de militaire d'active en 2000.
À l’âge de 75 ans, il est radié des généraux en 2e section et mis à la retraite pour manquement au devoir de réserve et de loyauté après avoir participé à une manifestation d'extrême droite en 2016, autour de la « jungle de Calais ».
En 2021, il est un des signataires d'une tribune polémique d’anciens généraux et militaires en retraite.

## Biographie
Christian Jean Piquemal est né le 17 décembre 1940 à Huos en Haute-Garonne.
Après des classes préparatoires au lycée Hoche à Versailles, Christian Piquemal est admis par le concours direct de l'année 1960 à l'École spéciale militaire interarmes de Saint-Cyr, et est incorporé à la rentrée d'octobre 1960 ; il est nommé sous-lieutenant en avril 1962.

### Carrière militaire
En octobre de la même année, il intègre l'École d'application de l'infanterie de Saint-Maixent et choisit, l'année suivante, la Légion étrangère. Son stage d'intégration effectué au 1er régiment étranger d'infanterie (REI) à Aubagne, août 1964 le voit affecté à Mers el-Kébir, à cette époque base du 2e régiment étranger de parachutistes (2e REP).[source insuffisante]
Promu lieutenant en 1964, il sert comme chef de section, puis comme officier chargé de l'entraînement sportif des légionnaires, et enfin en tant qu'adjoint au commandant de la 4e compagnie du 2e REP[source insuffisante] sous les ordres du général Marcel Bigeard dont il est proche.
En juin 1967, il rejoint la nouvelle base du 2e REP, à Calvi, qui était auparavant attribuée au 1er bataillon parachutiste de choc de la 11e demi-brigade parachutiste de choc.[source insuffisante]
Il commence, en 1969, une spécialisation en génie atomique à l'université de Paris-Jussieu, puis à Supélec (Promo 1972) et à l'École des applications militaires de l'énergie atomique, et obtient à ce titre le brevet technique d'études militaires supérieures. Il est promu capitaine au début de 1970.[source insuffisante]
Il achève le cycle d'études supérieures militaires à l'École supérieure de guerre en 1974. À la suite de quoi, en tant que capitaine, il est commandant d'une compagnie au 9e régiment de chasseurs parachutistes de Toulouse, compagnie avec laquelle il effectue un séjour de huit mois en Nouvelle-Calédonie.[source insuffisante]
Promu commandant en 1976 et nommé adjoint au chef de la section des études techniques et radiologiques de la direction des centres d'expérimentations nucléaires de Montlhéry, il est basé de 1978 à 1980 au centre d’expérimentation du Pacifique à Moruroa (Polynésie française).[source insuffisante]
Promu lieutenant-colonel en 1980, il est commandant en second du 4e régiment étranger à Castelnaudary pendant deux ans, puis affecté à l'état-major de l'infanterie pendant une période de trois ans, vers la fin de laquelle il est promu colonel.[source insuffisante]
Il est chef de corps du 3e régiment étranger d'infanterie (Guyane) de 1985 à 1987. Il enseigne ensuite à l'École supérieure de guerre et est auditeur à l'IHEDN.[source insuffisante] Pendant trois ans à partir de 1989, il est adjoint « terre »[source insuffisante] au chef du cabinet militaire de trois Premiers ministres Michel Rocard (1989-1991), Édith Cresson (1991-1992) puis Pierre Bérégovoy (1992),. Vers la fin de cette période, il est promu général de brigade puis il est nommé auprès du commandement militaire de Marseille.[source insuffisante] De 1994 à 1999, il est le commandant de la Légion étrangère, et promu général de division en 1995.[source insuffisante]
Christian Piquemal est promu au rang de général de corps d'armée en janvier 1999. Il achève sa carrière d'active et est admis à la deuxième section en 2000,.
Il est président de l'Union nationale des parachutistes de 2004 à 2014.

### Prise de position politique
À la suite de son placement en deuxième section, Christian Piquemal préside le blog politique « Cercle des citoyens-patriotes », qui vise à « préserver, restaurer les valeurs qui ont fait la grandeur et le rayonnement de la France »,, et s'oppose à « l'islamisation de notre Patrie ». Il y reprend les thèses d'extrême droite mais aussi « l’abandon de l’identité nationale » due à « une immigration massive de peuplement et de remplacement » de l'essayiste d'extrême droite Renaud Camus.
Le 6 février 2016, il est interpellé à Calais par la police après une prise de parole lors d'une manifestation contre les migrants et l'« islamisation de l'Europe » qui réunit une centaine de personnes,. À la tribune, il fustige les « musulmanes et polygames », « la gangrène » qui a « commencé avec le rapprochement familial ». Cette manifestation, interdite par la préfecture, était organisée à l'initiative du mouvement d'extrême droite islamophobe PEGIDA,,.
Il est soutenu par l'extrême droite sur Internet dont il devient un « étendard » et une « icône quatre étoiles », mais aussi par une partie de la droite,.
Les réactions de ses anciens collègues sont partagées. Le 8 février, la Fédération des sociétés d'anciens de la Légion étrangère se désolidarise de son action, tandis que le général Bruno Dary, lui aussi ancien commandant de la Légion étrangère, lui exprime son soutien en sa qualité de président de l’Amicale des anciens légionnaires parachutistes (AALP), que Piquemal a présidée durant dix ans jusqu'en 2014[Quoi ?] tout en estimant qu'il n'aurait pas agi comme lui. Le général Didier Tauzin, envisageant de se présenter à l'élection présidentielle de 2017, lui apporte son soutien et le félicite publiquement.
Lors de sa comparution immédiate le 8 février, son audience est repoussée au 12 mai du fait de son hospitalisation à la suite d'un malaise. Le soir même, il accorde une interview dans laquelle il indique regretter « que Pegida se soit trouvé en même temps que [eux] sur place » mais il « ne regrette absolument pas d'y être allé »,.
Il est relaxé le 26 mai par le tribunal correctionnel de Boulogne-sur-Mer des faits d'organisation d'une manifestation interdite par la préfecture.

### Radiation des cadres de l'armée
Les officiers généraux ne sont pas administrativement placés en retraite mais dans la deuxième section du cadre des officiers généraux, couramment dite simplement « deuxième section ».
Le statut des militaires prévoit que, même placés en deuxième section, ils continuent à être soumis à une stricte obligation de réserve.
Désirant sanctionner ce manquement au devoir de réserve, le 7 mars 2016, le ministre de la Défense Jean-Yves Le Drian demande qu'un conseil de discipline l'exclue de la deuxième section et le mette à la retraite,[source insuffisante].
Le 14 juin, il est entendu par le Conseil supérieur de l'armée de terre, qui transmet ensuite un rapport non publié au ministère de la Défense.
Le 23 août, le ministère de la Défense publie un décret signé par le président de la République, François Hollande, le radiant des cadres de l'armée. Cela signifie que, bien qu'il conserve formellement son grade de général, le port de l'uniforme lui est désormais interdit, et il perd sa carte d'identité d'officier général — cette carte étant en principe accordée à vie. Il retourne ainsi au statut de civil.
Le 5 octobre, il annonce au Figaro son intention d'entamer une procédure de recours devant le Conseil d’État, et éventuellement devant la Cour européenne des droits de l'homme. À cette fin, un comité de soutien, présidé par le général Antoine Martinez se constitue.
Le 22 septembre 2017, le recours de Christian Piquemal est rejeté par le Conseil d’État qui confirme qu'un « manquement au devoir de réserve  et de loyauté justifie la radiation d’un général même placé en deuxième section ».

### Tribune d’anciens militaires en 2021
En avril 2021, Christian Piquemal signe une tribune intitulée « Pour un retour de l’honneur de nos gouvernants » avec, initialement, plus d’un millier de militaires retraités comme lui (généraux en 2e section, généraux, officiers, sous-officiers et hommes du rang) et une petite vingtaine d'active, d’abord publiée sur le site « Place d’armes », tribune relayée quelques jours plus tard par le magazine Valeurs actuelles,.
À la suite de réactions politiques, qui considèrent que cette tribune est factieuse, dont celle de Jean-Luc Mélenchon et des députés de la France insoumise qui demandent au procureur de Paris d'engager des poursuites et celle de la ministre des Armées Florence Parly qui exige des sanctions contre les signataires, le général Lecointre, chef d’État-Major des armées, prévoit d’adresser une lettre au général Piquemal « pour lui dire qu’il est indigne, salit l’armée, la fragilise en en faisant un objet de polémique nationale ». Christian Piquemal répond à Lecointre dans une lettre, une attaque odieuse et grotesque selon le journaliste Jean-Dominique Merchet, qui relève une confusion de Piquemal sur le rôle de l’armée et sa place dans l’organisation du pouvoir politique, à savoir que les militaires n’ont pas le droit de se mêler de la politique, et qui souligne les convictions d’extrême droite de Piquemal,.
La tribune, cosignée par C. Piquemal, évoque un « délitement » de la France et une future guerre civile pour défendre la civilisation contre « la horde des banlieues ». Ses auteurs sont « proches de l'extrême-droite et de milieux conspirationnistes » du grand remplacement et du Rassemblement national. Marine Le Pen les soutient et les appelle à la rejoindre pour les prochaines présidentielles,, également sur le site de Valeurs Actuelles, propos condamnés par le premier ministre Jean Castex, pour qui « ce pourrait être une affaire insignifiante, s’il n’y avait pas une récupération politique tout à fait inacceptable ». Pour 20 Minutes, le texte sous-entend « une possible intervention, impression renforcée par la date choisie par Valeurs Actuelles : un 21 avril, soixante ans jour pour jour après le putsch d’Alger par des généraux français ».
Début mai, le procureur de Paris Rémy Heitz précise que la tribune ne peut donner lieu à poursuites pénales et rejette la demande des députés de la France insoumise.

## Distinctions

### Décorations françaises
- Ordre national de la Légion d'honneur : chevalier (1985), officier (1996)[48]
- Ordre national du Mérite : officier (1992), commandeur (1999)[49]
- Médaille de la Jeunesse et des Sports

### Décorations étrangères
- Commandeur de l'ordre pro Merito Melitensi
- Officier de l'ordre de l’Étoile de Grande Comore